# Parrocchia di Union
La parrocchia di Union (in inglese Union Parish) è una parrocchia dello Stato della Louisiana, negli Stati Uniti. La popolazione al censimento del 2000 era di 22 803 abitanti. Il capoluogo è Farmerville.
La parrocchia (in Louisiana le parrocchie costituiscono un livello amministrativo equivalente a quello delle contee degli altri stati degli USA) fu creata nel 1839.